# Sambonia
Sambonia is een geslacht van kreeftachtigen uit de klasse van de Ichthyostraca.

## Soorten
- Sambonia clavata (Lohrmann, 1889)
- Sambonia parapodum Self & Kuntz, 1966
- Sambonia solomenensis (Self & Kuntz, 1957)
- Sambonia varani (Self & Kuntz, 1957)
- Sambonia wardi (Sambon, in Vaney & Sambon, 1910)